# Бубнов Микола Миколайович (актор)
Микола Миколайович Бубнов ((5 (18) лютого 1903 , Москва  — 23 серпня 1972 , Москва )) — радянський актор театру і кіно. Народний артист РРФСР (1969).

## Біографія
Закінчив Студію при Театрі імені Є. Б. Вахтангова.
З 1927 року — провідний актор Театру імені Є. Б. Вахтангова.
Знімався у ряді художніх фільмів з 1934 по 1971 рр.
Помер у 1972 році. Похований на Введенському кладовищі (ділянка № 27).

## Почесні звання та нагороди
- Заслужений артист РРФСР (1946)
- Народний артист РРФСР (1969)

## Творчість

### Ролі в кіно
- 1934 — Маріонетки
- 1938 — Руслан і Людмила
- 1941 — Сон в руку
- 1942 — Як гартувалася криця — Артем
- 1946 — Крейсер «Варяг» — отець Паїсій
- 1949 — Кубанські козаки
- 1950 — Далеко від Москви
- 1953 — Великий воїн Албанії Скандербег
- 1956 — Багато галасу з нічого
- 1958 — Важке щастя — Туляковський
- 1959 — Однолітки
- 1960 — Мічман Панін
- 1965 — Гіперболоїд інженера Гаріна — Манцев
- 1967 — Пароль не потрібен — генерал Молчанов
- 1968 — Війна і мир — генерал Мак
- 1968 — Брати Карамазови — справник
- 1968 — Помилка резидента
- 1971 — Все королівське військо